# Menigionyx nasutus
Menigionyx nasutus är en skalbaggsart som beskrevs av Gilbert John Arrow 1941. Menigionyx nasutus ingår i släktet Menigionyx och familjen Melolonthidae. Inga underarter finns listade i Catalogue of Life.